# Versailles 1685 : Complot à la cour du Roi Soleil
Versailles 1685 : Complot à la cour du Roi Soleil est un jeu vidéo d'aventure historique, présenté comme le premier jeu ludo-culturel, coproduit par la Réunion des musées nationaux, Canal + Multimedia et Cryo Interactive, sorti en 1996 sous Windows, Mac OS et sur PlayStation. Comme son titre l'indique, il se déroule en 1685 au château de Versailles. L'intrigue du jeu, fictive, se construit progressivement au fil d'une journée type du Roi Soleil : le joueur doit parcourir les lieux historiques majeurs du château et des jardins afin de déjouer un complot menaçant la vie de Louis XIV.
Validé par la Conservation de l'Établissement public du château de Versailles et la Réunion des Musées nationaux, le jeu Versailles a marqué l'histoire du jeu vidéo pour sa réalisation associant pour la première fois la reconstitution en image de synthèse 3D, le game-play et la vérité historique. Premier jeu français publié sur PSX (Sony Playstation 1), décliné en 14 langues et versions, Versailles est devenu un jeu culte de la French touch apparue dans les années 1990. Arte TV lui consacre en 2018 un épisode de la série Retrogaming Made in France.

## Système de jeu
Versailles présente une vision à 360° depuis des points fixes, en vision subjective. Le joueur peut se déplacer grâce à la souris lorsque le curseur se transforme en main. Il peut également dialoguer avec certains personnages en cliquant dessus lorsque le curseur se transforme en bouche et parfois choisir les réponses qu'il leur fait. D'autres dialogues peuvent être écoutés sans y participer lorsque le curseur se transforme en oreille. On accède à l'inventaire en appuyant sur la barre d'espace, et le joueur peut faire interagir ses objets avec le décor dans des circonstances particulières.
Le joueur peut également à tout moment découvrir une partie de l'histoire de chaque lieu, personnage ou œuvre d'art qu'il est amené à approcher dans sa quête.

## Scénario
Le 21 juin 1685, jour du solstice d'été, Alexandre Bontemps, premier valet de chambre du roi, confie à Lalande (on ne voit pas son visage et son corps), un garçon bleu, une enquête sur des menaces émises contre le château. Un pamphlétaire a en effet envoyé une lettre au roi en vers où il « défie l'astre roi et toutes ses planètes d'agencer comme il doit, les titres et les têtes et d'Ésope les mots, qui allument mon brûlot ». La lettre se termine par le titre d'une fable d'Ésope : Les Grenouilles et Jupiter.
Le scénario du jeu est construit autour des trois règles du théâtre classique : unité de temps (une journée), de lieu (le château de Versailles) et d'action (le complot).
Le jeu se déroule en sept actes, chacun basé sur un moment de la journée du roi. Chaque acte commence par une scène cinématique.

### Le petit lever
Dès le début du jeu, le joueur est amené à côtoyer des personnages historiques. Ainsi, le jeu commence dans la chambre du roi, en présence de Louis XIV, de son frère Monsieur, duc d'Orléans, de ses deux fils Monseigneur, le Grand Dauphin et le duc du Maine, et de Bontemps. La seconde pièce à laquelle a accès le joueur est l'antichambre des Bassans, où Jean Racine et Jules Hardouin-Mansart discutent du prince de Condé et de son absence à la cour.
Le joueur est amené dans cette partie à chercher des esquisses de Le Brun pour les plafonds du salon de la Guerre. Il soupçonne son rival Mignard. Dans une garde-robe, Lalande découvre un pamphlet qui incendie Le Brun. Plusieurs pamphlets de cette sorte sont présents dans le jeu, critiquant des personnes de la cour mais donnant également des indices au joueur. Dans une chambre de garçon bleu, Lalande découvre un second titre de fable en plaçant un papier face à une bougie : La Poule et les Poussins.

### Du lever au conseil
Lalande est chargé par Bontemps d'aller informer madame de Maintenon que le roi se rendra chez elle dans l'après-midi. Il découvre un second pamphlet qui critique la lignée du roi.
Sur son chemin, il croise le Grand Condé qui parle avec Monseigneur. Il l'informe que son retour est motivé par le besoin de plaider la cause de son neveu et de son frère, partis combattre les Turcs en Hongrie sans permission et par conséquent menacés de disgrâce.
Lalande retrouve le carnet d'esquisses de Le Brun, dans lequel s'est glissé une esquisse qui est en réalité l'œuvre de Mignard. C'est Monseigneur qui signale ce fait au garçon bleu. Une seconde fausse esquisse révèle le titre d'une troisième fable : Le Milan et les Oiseaux.

### Du conseil à la messe
Le joueur se retrouve dans le salon de l'Abondance, qui donne accès à une succession de salons : le salon de Vénus, le salon de Diane, le salon de Mars, le salon de Mercure, la chambre du trône (ancien salon d'Apollon) et le salon de la Guerre.
Lalande trouve, dans l'escalier des Ambassadeurs, Jean Racine qui discute avec la marquise de Montespan. Une porte dissimulée le conduit à Jean-Baptiste Lully, occupé à la composition de L'Idylle de la paix. Une fois déchiffrée un message codé dissimulé, la partition révèle le titre d'une autre fable d'Ésope : Le Chat pendu et les Rats.
Lalande est ensuite amené à entrer dans le Cabinet de curiosités, où sont entreposés les médailles du roi, qu'il décalque. En montrant cette reproduction à Monsieur, le frère du roi, Lalande apprend qu'une des six médailles fait exception en représentant Charles VIII qui ne fait pas partie de la dynastie des Bourbons. Le garçon bleu demande de l'aide au marquis de Croissy pour transcrire cette épigraphe, qui constitue un indice d'après le second pamphlet. Le marquis accepte, mais affirme que cela lui demandera du temps.
À l'aide d'une queue de billard, Lalande récupère un troisième pamphlet accroché au tableau de Le Brun La Famille de Darius aux pieds d'Alexandre. Celui-ci s'attaque à l'architecte Jules Hardouin-Mansart.

### Le dîner

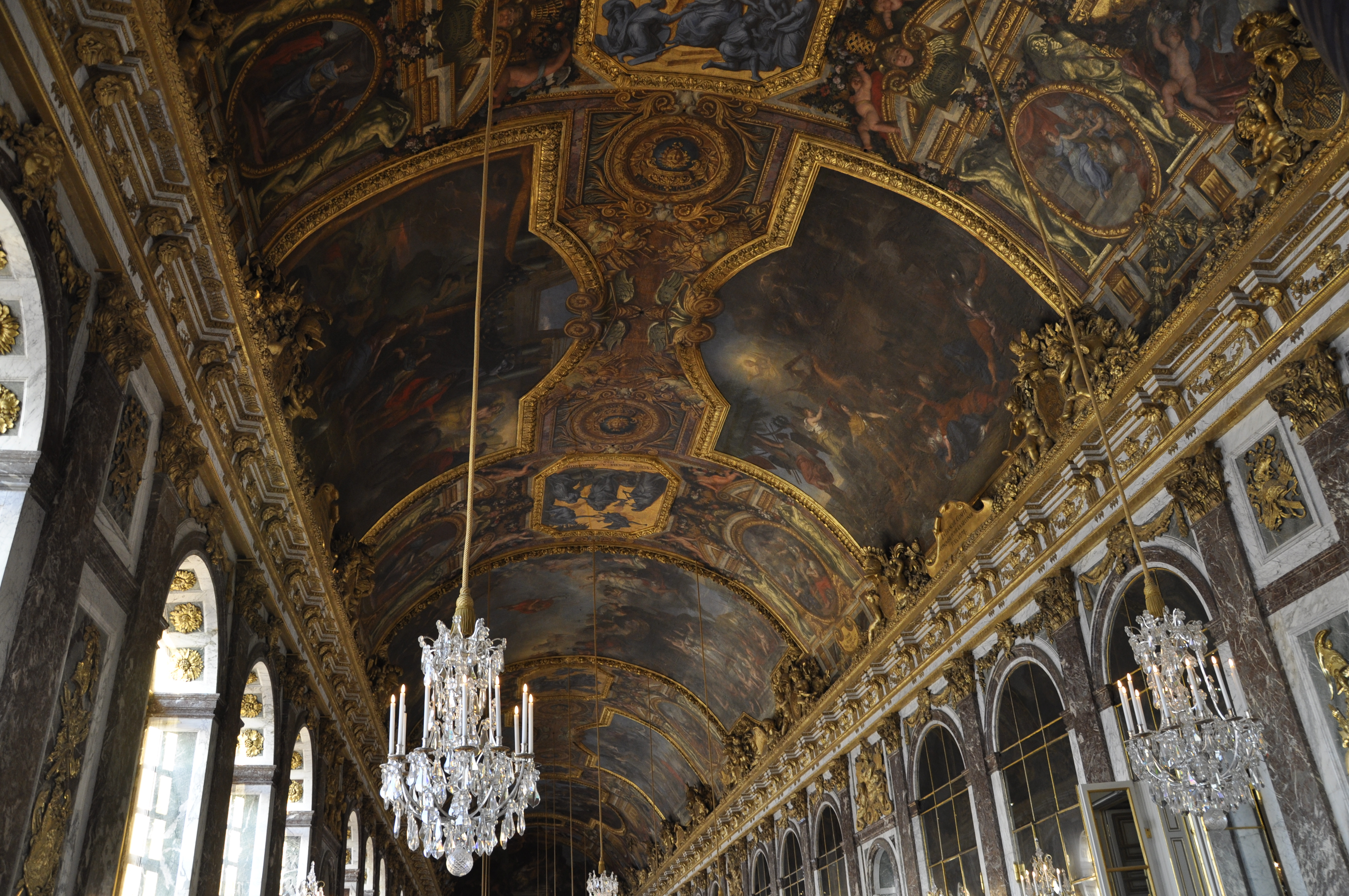
Les décorations des plafonds de la galerie des Glaces cachent des indices utiles à Lalande.

Lorsque Lalande apporte au marquis de Croissy de la nourriture, celui-ci l'informe que la transcription est terminée. Il s'agit d'une phrase latine : « Felix fortuna divinum exploratum actuiit ». La série de chiffres au bas du second pamphlet indique en fait le numéro des lettres à récupérer, ce qui donne une nouvelle fable d'Ésope : Le Loup et la Tête.
Dans la bibliothèque du marquis est caché un quatrième pamphlet qui critique Louvois et Vauban, mais laisse aussi entendre qu'un indice est dissimulé dans le bureau du premier. Lalande doit ouvrir son coffre en utilisant comme code trois dates associés aux villes de Rocroi, Aix-la-Chapelle et Besançon. Le joueur trouve le titre d'une nouvelle fable d'Ésope : Le Cygne et la Grue. En retournant voir Bontemps, Lalande est accosté par Madame de Maintenon qui lui remet un pamphlet critiquant la religion.

### Le travail du roi
Aidé du Père La Chaise et du cardinal de Bouillon, Lalande parvint à compléter certains passages manquants dans le dernier pamphlet acquis, ce qui révèle une huitième et dernière fable d'Ésope : Le Dragon et la Lime.
Dans le salon de la Guerre, le garçon bleu repère un document dissimulé dans le lustre. Le seul moyen de le récupérer est de le faire tomber au sol, ce qui n'est pas sans agacer Bontemps. Le mémorandum ainsi découvert oriente cependant leurs recherches du côté de l'orangerie, pendant la promenade du roi.

### La promenade

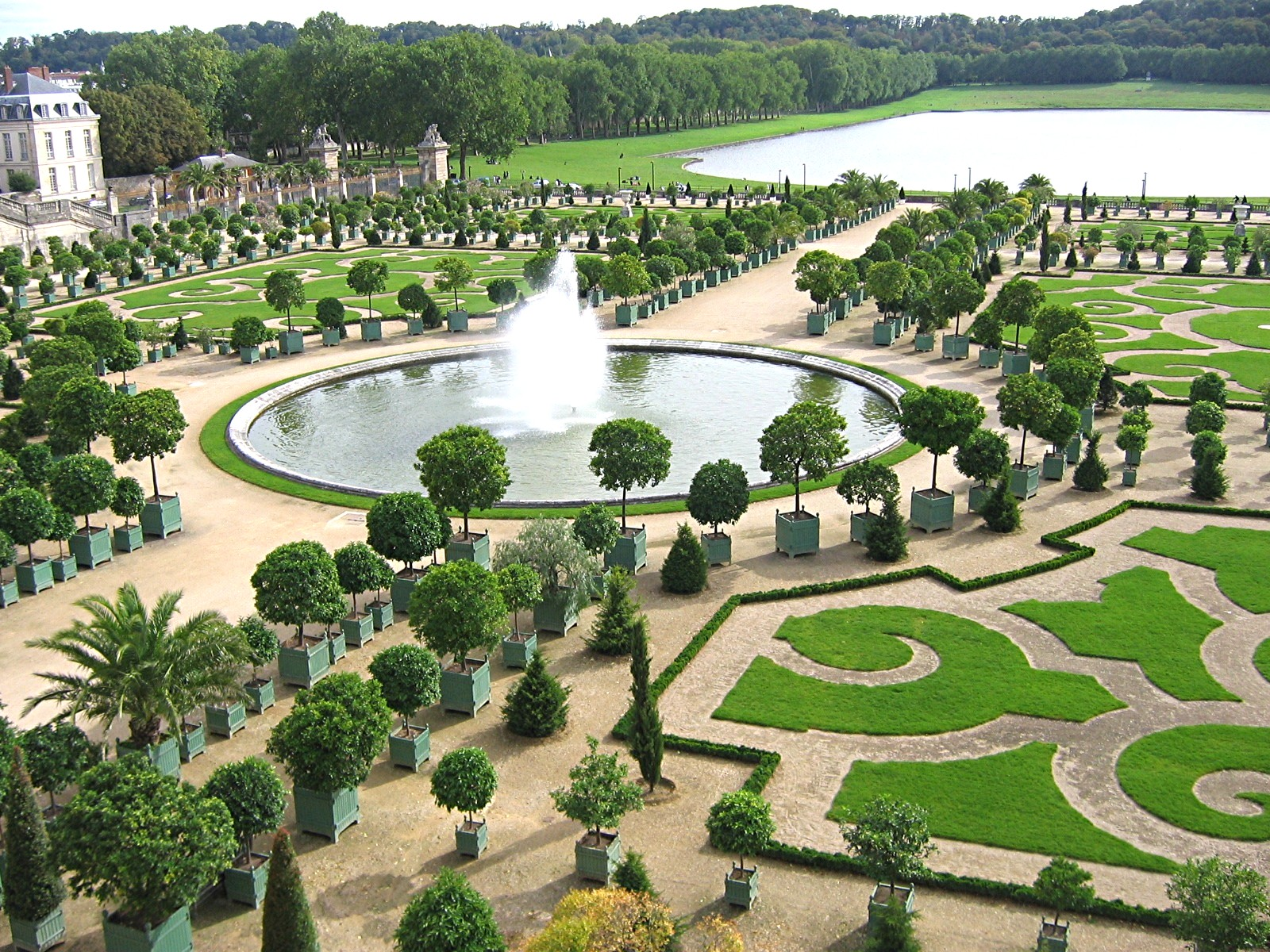
L'orangeraie de Versailles sert de cadre à l'acte VI.

En fouillant l'orangeraie, Lalande rencontre André Le Nôtre, le jardinier du roi. Il se rend ensuite dans le labyrinthe des jardins, surnommé le bosquet d'Ésope, du fait de la présence de fontaines décorés accompagnées d'une fable d'Ésope. Dans la rotonde de bois du labyrinthe se trouve le duc du Maine, qui apprend au joueur que le jardin a été conçu pour être parcouru dans un ordre bien précis et lui laisse une carte.
Le joueur doit alors lire les huit fables d'Ésope dans l'ordre et y relever les lettres et mots correspondants comme précisé dans le mémorandum tombé du lustre. À la fin, la phrase obtenue donne : « Je m'en vais mais l'État demeurera toujours », une phrase prononcée par Louis XIV à sa mort, le 1er septembre 1715.

### Du souper au coucher
Ce septième acte a une particularité par rapport aux autres : il est chronométré. Le joueur doit le finir en moins de cinq minutes.
Dans la cinématique d'introduction, le pamphlétaire se révèle être un fou qui s'est infiltré à la cour sous le nom de marquis de Scaparella. Le joueur l'avait aperçu à plusieurs reprises tout au long du jeu, discutant dans la galerie des Glaces ou dissimulant des indices. Il s'enfuit après avoir mis en marche un engin explosif, que Lalande doit désactiver.
Une fois la bombe trouvée, quatre clés trouvés au cours du jeu permettent chacune d'activer une rangée de lettres. Il faut ensuite choisir les bonnes lettres pour former la phrase découverte à partir des fables d'Ésope. La bombe arrêtée, Lalande est félicité par Bontemps et Louis XIV lui offre le titre d'ambassadeur du roi.

## Musique

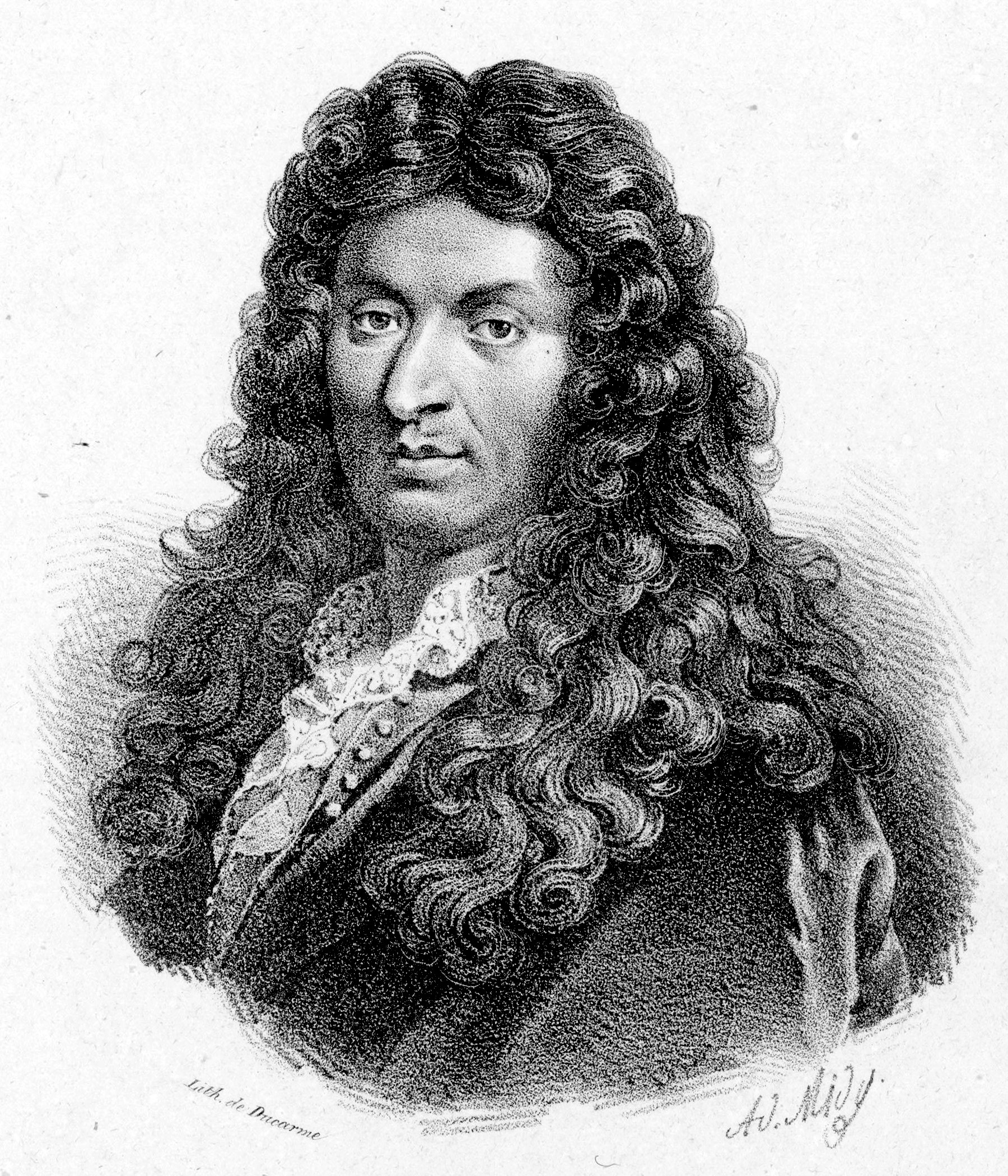
Jean-Baptiste Lully est le compositeur de la majorité des titres entendus durant le jeu.

Des musiques d'époque contribuent à recréer l'atmosphère du Grand Siècle. Sont utilisés des extraits de grands motets de Jean-Baptiste Lully (Miserere et Te Deum) ainsi que de la musique pour clavecin de François Couperin.
- Séquence d'introduction : Jean-Baptiste Lully : Miserere (Ut justificeris in sermonibus)
- Acte I - Le petit lever. Jean-Baptiste Lully : Miserere (Symphonie)
- Acte II - Du lever au conseil. Jean-Baptiste Lully : Te Deum (In Te Domine speravi)
- Acte II - Du lever au conseil. Pièces de théorbe de Sébastien Le Camus en sol majeur : courante
- Acte III - Du conseil à la messe. Jean-Baptiste Lully : Te Deum (Dignare Domine)
- Acte IV - Le dîner. Jean-Baptiste Lully : Te Deum (Symphonie)
- Acte V - Le travail du Roi. François Couperin : Quatre versets d'un motet composé de l'ordre du Roi (1703) (verset 11e Tabescere me fecit, verset 12e Ignitum eloquim tuum)
- Acte V - Le travail du Roi. François Couperin : Sept versets d'un motet composé de l'ordre du Roi (1704) (verset 13e Etenim Dominus)
- Acte VI - La promenade. Jean-Baptiste Lully : Te Deum (Patrem immensae majestatis)
- Acte VII - Le coucher. Jean-Baptiste Lully : Miserere (Averte faciem tuam)
- L'incendie du château. Jean-Baptiste Lully : Dies Irae (Symphonie)
- Le feu d'artifice. Jean-Baptiste Lully : Plaude laetare Gallia (Symphonie)

## Accueil
- Adventure Gamers : 3,5/5[1]

## Développement

### Genèse
En 1993, les éditions Textuel et la Réunion des musées nationaux publient dans la collection « Le Temps », l’ouvrage fondateur de cette aventure : « Versailles au siècle de Louis XIV ». Le projet, ludique et éducatif, est à l’origine de la rencontre entre Marianne Théry, Luce Pénot et l'auteur Fabienne Waks des éditions Textuel et de Béatrix Saule, conservatrice en chef du Domaine du Château de Versailles.
La Réunion des musées nationaux publie à la même époque ses premiers cédérom multimédias, dont le blockbuster culturel « Le Louvre ». « Versailles » sera le suivant. Le projet est mis sur les rails en 1994 à l’issue d’un déjeuner entre Jean-François Chougnet, directeur éditorial de la RMN et Alain Le Diberder de Canal + Multimédia. Rien, à ce moment, ne le prédestine encore à devenir un jeu vidéo. L’idée est de raconter la vie au Château de Versailles au siècle de Louis XIV. Son titre est alors « Une Journée à Versailles ». Un cahier des charges historique est établi par Béatrix Saule et les éditions Textuel. Un premier scénario interactif est écrit et le tout est transmis à plusieurs studios de développement multimédia dans le cadre d’un appel d’offres pour être réalisé. Emmanuel Forsans, alors directeur de production, confie à Sébastien Siraudeau la réponse de Cryo à cette compétition. Siraudeau réunit une petite équipe pilote - avec notamment de Luc Périllat, Vincent desplanches et Yann Mallard - pour réaliser les premières maquettes. Après plusieurs réunions et visites du Château de Versailles, Siraudeau et Périllat proposent une mise en scène et une réalisation inattendues : réaliser un vrai jeu d’aventure historique dans le château reconstitué en 3D tel qu’il était en 1685. Sur leur proposition, Cryo remporte définitivement l’appel d’offres en juin 1995.

### Production
La préproduction démarre en juillet 1995. Dès le début, la priorité est donnée à la reconstitution en 3D des lieux. Sébastien Siraudeau, qui pilote le projet au sein de Cryo, constitue une jeune équipe de huit graphistes et deux développeurs. À partir de plans, gravures et documents d’époque, chaque pièce du château est modélisée. Le mobilier est réalisé et placé selon les inventaires historiques. Les maps et les textures sont patiemment reconstituées par Sophie Legrand à partir d’une campagne photographique in situ réalisée « à la chambre » par le photographe Patrice Forsans. Pour les tissus ornementaux et les costumes, Sébastien Siraudeau prend contact avec le Musée des Tissus de Lyon, dont les archives sont soigneusement étudiées et validées par Béatrix Saule avant d'être intégrées aux décors. Les personnages sont réalisés à partir des portraits des grands maîtres de la Cour Royale.
Fin 1995, les décors et le découpage du jeu en sept actes sont actés définitivement sur la base des travaux de Béatrix Saule pour le cahier des charges historiques et de Sébastien Siraudeau pour la progression du jeu et la reconstitution des lieux, dont le célèbre Escalier des Ambassadeurs aujourd’hui détruit. Mais le scénario du jeu, fourni par un scénariste de la Rmn, n’est pas là. Siraudeau motive alors une nouvelle mouture du scénario écrite par Sophie Revillard qui sera achevée en mars 1996.
Durant le printemps, l’équipe d’infographistes finalise les lieux et les personnages. Pour l’époque, la modélisation et l’animation des personnages perruqués et costumés en 3D est une véritable prouesse technique et artistique. Les dialogues interactifs, écrits par Antoine Lacroix, sont joués par de vrais comédiens de théâtre dirigés par Jean-François Vlerick, fils de Mado Maurin et frère de Patrick Dewaere. Le jeu prend sa forme définitive à l’été 1996 avec, pour la première fois, l’utilisation de la technologie Omni3D créée par les équipes de R&D de Cryo, qui sera réutilisée dans de nombreux jeux d’aventures « point and click » dont Atlantis puis Égypte, l'énigme de la tombe royale. Les niveaux interactifs du jeu sont alors assemblées, l'interface graphique, conçue par Éliane Fiolet, est optimisée pour l'Omni 3D, les scènes de transitions cinématographiques réalisées par Siraudeau sont produites par l'équipe de Nicolas Bonvallet puis montées avec les sons d’ambiances, les dialogues et les musiques, choisies par Siraudeau parmi les éditions du Centre National de Musique Baroque. Après deux mois de tests, la première version du jeu est masterisée puis gravée à 10 000 exemplaires. Le lancement officiel du jeu a lieu dans les salons du Château de Versailles au mois de septembre 1996 au cours d'un dîner conçu spécialement par le chef Gérard Vié.

## Commercialisation

### Ventes
Le jeu est commercialisé en France à l’automne 1996 à hauteur de 20 000 exemplaires. Dès sa sortie, il est remarqué par la presse. Laurent Katz dans SVM, Florent Latrive dans Libération et Daniel Schneiderman dans Le Monde s’enthousiasment pour ce nouveau genre de jeu : le « ludo-culturel ». Les journaux télévisés de France 2 et de TF1 se glissent dans les coulisses de sa réalisation. Le jeu est, avec Tomb Raider et Myst, l’une des meilleures ventes de Noël 1996. Il sort aux États-Unis chez Interplay en 1997, puis en Allemagne chez Ravensburger. En deux ans, il sera localisé, édité et diffusé dans quatorze langues différentes dont le mandarin chinois. En 1999, il totalise déjà 250 000 exemplaires vendus sur Mac OS et Microsoft Windows et 60 000 sur Playstation (source Guide Officiel du jeu). Les ventes cumulées seront estimées à plus de 500 000 exemplaires.

### Procès
Après la publication du jeu, Cryo Interactive est poursuivi par Sophie Revillard (qui a participé à l'élaboration de l'intrigue du jeu) pour ne pas avoir apposé son nom sur la jaquette, de ne pas l'avoir informée ni de la commercialisation à l'étranger du jeu, ni des décomptes de 1996, ni d'avoir créé une suite au jeu (Versailles II). Le tribunal de grande instance de Paris lui donne raison en juin 2002 en affirmant que Versailles est une œuvre de collaboration dont les trois coauteurs sont Béatrix Saule, Sébastien Siraudeau et Sophie Revillard. En 2004, la Cour d'appel de Paris confirme cette décision mais baisse le montant des amendes car Cryo Interactive est alors en liquidation judiciaire (la société ayant été représentée lors du procès par la Selafa MJA, son liquidateur).

## Suites
Versailles II sort cinq ans après le premier épisode, en 2001, et se déroule quinze ans après les évènements du premier jeu, peu de temps avant la guerre de Succession d'Espagne. Contrairement au premier jeu, cet épisode se concentre plus sur la ville de Versailles, le château n'étant presque pas visité. Cet épisode fut moins bien accueilli que le premier jeu, notamment critiqué pour l'interface du moteur Omni3D, jugée « vieillissante ».
Versailles II est la seule suite directe de Versailles, mais Versailles est, de manière plus générale, l'initiateur d'une série de jeux vidéo historiques par Cryo, basée par exemple sur l'Égypte antique (Égypte : 1156 av. J.-C. - L'Énigme de la tombe royale, Égypte II et Égypte III), la Chine ancienne (Chine : Intrigue dans la Cité interdite) ou la Rome antique (Pompéi).

## French touch et retrogaming
En 2018 Arte TV diffuse une série dédiée au courant de la French touch dans le jeu vidéo, précurseur de l'actuelle French tech. Produite par Drôle de Trame, la série comporte 10 épisodes consacrés à une sélection de jeux devenus cultes parmi lesquels Another world, Alone in the Dark, Atlantis et Versailles.
Vétéran des jeux d'aventure historique, Versailles a ouvert la voie à un genre nouveau qui a inspiré plusieurs séries à succès parmi lesquelles Assassin's Creed. Par l'attention particulière et méticuleuse portée à l'Histoire et à la vérité historique, Versailles est aussi cité en référence en éducation, suscitant des initiatives pédagogiques originales à l'instar du blog de recherche Jeu Vidéo-Histoire-Education JVH créé par Roman Vincent .

## Filmographie
- Arte-TV : épisode 6 de la série sur la French touch dans le jeu video